# Characidium
Characidium – rodzaj słodkowodnych ryb kąsaczokształtnych z rodziny Crenuchidae. 

## Występowanie
Ameryka Południowa. Strumienie i potoki Brazylii, Paragwaju i Argentyny. 

## Morfologia
Długość ciała do 51,3 cm; masa ciała do 20,9 g.

## Systematyka
Rodzaj zdefiniował w 1867 roku duński zoolog Johannes Theodor Reinhardt na łamach Oversigt over det Kongelige Danske videnskabernes selskabs forhandlinger. Na gatunek typowy Reinhardt wyznaczył (oznaczenie monotypowe) przydennika pręgowanego Ch. fasciatum.

### Etymologia
- Characidium: gr. χαραξ kharax, χαρακος kharakos ‘gatunek ryby morskiej’[10]; przyrostek zdrabniający -ιδιον -idion[11].
- Chorimycterus: gr. χωρις khōris ‘oddzielnie, osobno’[12]; μυκτηρ muktēr, μυκτηρος muktēros ‘pysk’, od μυκτεριζω mukterizō ‘krzywić nos’[13]. Typ nomenklatoryczny: Chorimycterus tenuis Cope, 1894.
- Nanognathus: gr. ναννος nannos ‘karzeł’[14]; γναθος gnathos ‘żuchwa’[15]. Typ nomenklatoryczny: Nanognathus borellii Boulenger, 1895.
- Poecilosomatops: gr. ποικιλος poikilos ‘kolorowy, różny’; σωμα sōma, σωματος sōmatos ‘ciało’; ωψ ōps, ωπος ōpos ‘wygląd, oblicze’[4]. Typ nomenklatoryczny: Characidium etheostoma Cope, 1872.
- Jobertina: Clément Léger Nicolas Jobert (1840–1910), francuski przyrodnik[16]. Typ nomenklatoryczny: Characidium (Jobertina) interruptum Pellegrin, 1909.
- Microcharax: gr. μικρος mikros ‘mały’[17]; χαραξ kharax, χαρακος kharakos ‘gatunek ryby morskiej’[10]. Typ nomenklatoryczny: Nannostomus lateralis Boulenger, 1895.
- Geryichthys: Jacques Géry (1917–2007), francuski ichtiolog; gr. ιχθυς ikhthus ‘ryba’[18]. Typ nomenklatoryczny: Geryichthys sterbai Zarske, 1997.

### Klasyfikacja
Gatunki zaliczane do tego rodzaju:

- Characidium alipioi Travassos, 1955
- Characidium amaila Lujan, Agudelo-Zamora, Taphorn, Booth & López-Fernández, 2013
- Characidium bahiense Almeida, 1971
- Characidium barbosai Flausino Junior, Lima, Machado & Melo, 2020
- Characidium bimaculatum Fowler, 1941
- Characidium boavistae Steindachner, 1915
- Characidium boehlkei Géry, 1972
- Characidium bolivianum Pearson, 1924
- Characidium borellii (Boulenger, 1895)
- Characidium brevirostre Pellegrin, 1909
- Characidium cacah Zanata, Ribeiro, Araújo-Porto, Pessali & Oliveira-Silva, 2020
- Characidium caucanum Eigenmann, 1912
- Characidium chancoense Agudelo-Zamora, Ortega-Lara & Taphorn, 2020
- Characidium chicoi da Graça, Ota & Domingues, 2019
- Characidium chupa Schultz, 1944
- Characidium clistenesi Melo & Espíndola, 2016
- Characidium crandellii Steindachner, 1915
- Characidium cricarense Malanski, Sarmento-Soares, Silva-Malanski, Lopes, Ingenito & Buckup, 2019
- Characidium declivirostre Steindachner, 1915
- Characidium deludens Zanata & Camelier, 2015
- Characidium dule Agudelo-Zamora, Tavera, Murillo & Ortega-Lara, 2020
- Characidium duplicatum Armbruster, Lujan & Bloom, 2021
- Characidium etheostoma Cope, 1872
- Characidium etzeli Zarske & Géry, 2001
- Characidium fasciatum Reinhardt, 1867 – przydennik pręgowany[19]
- Characidium fleurdelis Zanata, Oliveira-Silva & Ohara, 2023
- Characidium geryi (Zarske, 1997)
- Characidium gomesi Travassos, 1956
- Characidium grajahuensis Travassos, 1944
- Characidium hasemani Steindachner, 1915
- Characidium heinianum Zarske & Géry, 2001
- Characidium heirmostigmata da Graça & Pavanelli, 2008
- Characidium helmeri Zanata, Sarmento-Soares & Martins-Pinheiro, 2015
- Characidium iaquira Zanata, Ohara, Oyakawa & Dagosta, 2020
- Characidium interruptum Pellegrin, 1909
- Characidium japuhybense Travassos, 1949
- Characidium kalunga Melo, Bouquerel, Masumoto, França & Netto-Ferreira, 2021
- Characidium kamakan Zanata & Camelier, 2015
- Characidium krenak Oliveira-Silva, Santos, Lopes & Zanata, 2022
- Characidium lagosantense Travassos, 1947
- Characidium lanei Travassos, 1967
- Characidium laterale (Boulenger, 1895)
- Characidium lauroi Travassos, 1949
- Characidium litorale Leitão & Buckup, 2014
- Characidium longum Taphorn, Montaña & Buckup, 2006
- Characidium macrolepidotum (Peters, 1868)
- Characidium marshi Breder, 1925
- Characidium mirim Netto-Ferreira, Birindelli & Buckup, 2013
- Characidium nambiquara Zanata & Ohara, 2020
- Characidium nana Mendonça & Netto-Ferreira, 2015
- Characidium nupelia da Graça, Pavanelli & Buckup, 2008
- Characidium occidentale Buckup & Reis, 1997
- Characidium oiticicai Travassos, 1967
- Characidium onca Melo, Brito Ribeiro & Lima, 2021
- Characidium orientale Buckup & Reis, 1997
- Characidium papachibe Peixoto & Wosiacki, 2013
- Characidium pellucidum Eigenmann, 1909
- Characidium phoxocephalum Eigenmann, 1912
- Characidium pteroides Eigenmann, 1909
- Characidium pterostictum Gomes, 1947
- Characidium pumarinri Teixeira & Melo, 2020
- Characidium purpuratum Steindachner, 1882
- Characidium rachovii Regan, 1913
- Characidium roesseli Géry, 1965
- Characidium samurai Zanata & Camelier, 2014
- Characidium sanctjohanni Dahl, 1960
- Characidium satoi Melo & Oyakawa, 2015
- Characidium schindleri Zarske & Géry, 2001
- Characidium schubarti Travassos, 1955
- Characidium serrano Buckup & Reis, 1997
- Characidium steindachneri Cope, 1878
- Characidium sterbai (Zarske, 1997)
- Characidium stigmosum Melo & Buckup, 2002
- Characidium summum Zanata & Ohara, 2015
- Characidium tapuia Zanata, Ramos & Oliveira-Silva, 2018
- Characidium tatama Agudelo-Zamora, Tavera, Murillo & Ortega-Lara, 2020
- Characidium tenue (Cope, 1894)
- Characidium timbuiense Travassos, 1946
- Characidium travassosi Melo, Buckup & Oyakawa, 2016
- Characidium vestigipinne Buckup & Hahn, 2000
- Characidium vidali Travassos, 1967
- Characidium wangyapoik Armbruster, Lujan & Bloom, 2021
- Characidium xanthopterum Silveira, Langeani, da Graça, Pavanelli & Buckup, 2008
- Characidium xavante da Graça, Pavanelli & Buckup, 2008
- Characidium zebra Eigenmann, 1909